# Annales de l'ISUP
Pour les articles homonymes, voir Annales (homonymie).
Les annales de l’ISUP sont une revue scientifique publiée en France (un volume par an, de plusieurs fascicules) ayant pour objet la publication de « mémoires et conférences sur le calcul des probabilités, la statistique théorique et appliquée, l'économétrie » fondée en 1952 par le directeur de l'Institut de statistique de l'université de Paris d'alors, Georges Darmois. 
Jusqu'en 1998, son titre était Publications de l'Institut de statistique de l'Université de Paris  (ISSN 0553-2930).